# Petite Ourse (Galaxie naine)
Ne doit pas être confondu avec Petite Ourse.
La galaxie naine de la Petite Ourse est une galaxie naine sphéroïdale satellite de notre Voie lactée et donc membre du Groupe local. Comme son nom l'indique, elle est située dans la constellation de la Petite Ourse. Sa découverte fut annoncée en 1955 par A.G. Wilson, en même temps que plusieurs autres galaxies du même type (Leo I et Draco), toutes étant découvertes à l'aide du relevé photographique du Palomar Observatory Sky Survey.

## Cinématique et structure
La galaxie naine de la Petite Ourse possède une vitesse radiale estimée à -247,4±1,0 km/s par la mesure des vitesses individuelles de 94 étoiles brillantes. La même étude révèle une dispersion des vitesses estimée à 10,4±0,9 km/s ou 8,8±0,8 km/s selon les étoiles utilisées dans la mesure. Quelle que soit la valeur retenue, cette dispersion atteste d'une masse totale de la galaxie bien plus grande que sa masse visible. Son rapport masse/luminosité est ainsi évalué à 77±13 en unités solaires (supérieur mais compatible avec des mesures plus anciennes à {\displaystyle 40_{-17}^{+29}}), signe d'une présence importante de matière noire dans cette galaxie (au même titre que pour la galaxie naine du Dragon), une conclusion renforcée par le fait que la dispersion de vitesses ne semble pas décroître avec la distance au centre de la galaxie, comme attendu en présence d'un halo de matière noire plus étendu que la distribution d'étoiles visibles (à l'inverse, un profil décroissant avec la distance serait plus caractéristique d'un modèle de King que l'on trouve dans des amas globulaires). Le fait que la galaxie possède ou non une rotation propre est difficile à déterminer avec les données actuelles. Une valeur de 3 km/s a été proposée, mais l'asymétrie de la galaxie suggère que cette possible rotation résulte en fait d'effets de marée ou du fait que le système ne soit pas relaxé.
Distante de 63 kpc (205 000 années-lumière) du système solaire, la galaxie naine de la Petite Ourse est comme presque toutes les galaxies naines proches, composée d’étoiles anciennes et de peu de matière interstellaire.